# Gostiny Dwor (Metro Sankt Petersburg)

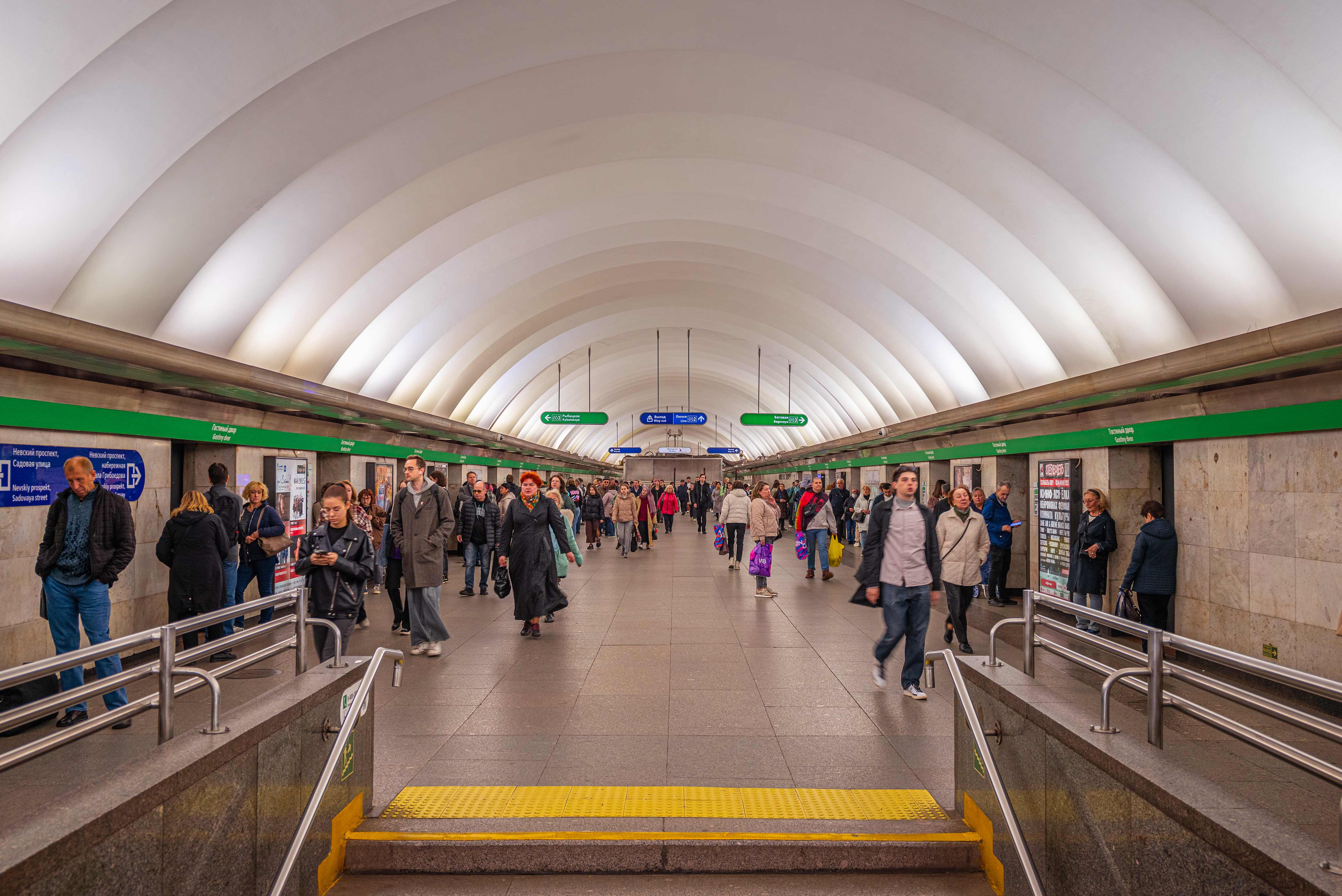
Bahnsteig des U-Bahnhofs

Gostiny Dwor (russisch Гостиный двор) ist ein unterirdischer U-Bahnhof in der russischen Metropole Sankt Petersburg. Er liegt an der Linie 3 der Metro Sankt Petersburg und wurde gleichzeitig mit der Eröffnung dieser Linie, nämlich am 3. November 1967, in Betrieb genommen.
Der in 56 Metern Tiefe angelegte U-Bahnhof befindet sich direkt unter dem Newski-Prospekt, der zentralen Einkaufsstraße Sankt Petersburgs. Namensgebend für die Station ist das 1785 errichtete Kaufhaus Gostiny Dwor, in dessen Gebäude einer der beiden Zugänge des U-Bahnhofs eingebaut ist. Vom U-Bahnhof Gostiny Dwor besteht für Fahrgäste der Metro eine direkte Umsteigemöglichkeit zum U-Bahnhof Newski Prospekt der zweiten Linie, die hier die dritte Linie kreuzt.
Das zeitgleich mit der Station eröffnete östliche Eingangsvestibül nimmt einen Teil des Erdgeschosses des Kaufhausgebäudes ein, die Ein- und Ausgangstüren befinden sich im Eckbereich des Kaufhauses direkt an der Ecke des Newski-Prospektes mit der Sadowaja-Straße. Im Inneren des Vestibüls befindet sich eine Schalterhalle mit Ticketschranken. Im Bereich über dem Mund des Fahrtreppenschachtes ist die Wand der Halle mit einer Glasmalerei geschmückt, die vom Künstler A. L. Koroljow zum Gedenken an die sich 1917 genau an dieser Straßenecke ereignete blutige Niederschlagung einer Demonstration im Vorfeld der Oktoberrevolution erschaffen wurde. Die durchgehenden Rolltreppen führen von hier direkt zum östlichen Ende der Bahnsteighalle der Station. Der zweite Zugang des U-Bahnhofs ist gleichzeitig ein Zugang zur Station Newski Prospekt. Über diesen Zugang gelangt man durch einen Gang vom westlichen Bahnsteigende aus und daran anschließend per Rolltreppe in die ebenerdige Schalterhalle, die in ein spätklassizistisches Haus an der Ecke des Newski-Prospektes und des Gribojedow-Kanalufers eingebaut ist. Eröffnet wurde dieser zweite Zugang einige Monate vor der Inbetriebnahme des U-Bahnhofs Gostiny Dwor, damals diente er ausschließlich als Zugang zur Linie 2. Generell gelangt man von Gostiny Dwor zu Newski Prospekt bzw. umgekehrt sowohl über den Gang am westlichen Bahnsteigende von Gostiny Dwor als auch über einen zusätzlichen Fußgängertunnel, zu dem zwei Abwärtstreppen in der Bahnsteigmitte von Gostiny Dwor führen. Heutzutage ist jedoch aufgrund eines sonst zu erwartenden größeren Gedränges der erstere Weg für Umsteigende von der Linie 2 zur Linie 3 und der letztere für Fahrgäste in umgekehrter Umsteigerichtung reserviert (siehe dazu auch den Abschnitt Newski Prospekt#Besonderheiten).
Wie alle anderen Stationen des ersten Bauabschnitts der Linie 3 wurde Gostiny Dwor als eine sogenannte „Station geschlossenen Typs“ erbaut und weist damit eine den anderen Petersburger U-Bahn-Stationen dieser Bauart sehr ähnliche, schlichte Gestalt auf. Die einteilige Bahnsteighalle weist Trennwände zum Gleisbereich auf, in deren Nischen sich automatische Bahnsteigtüren befinden, die sich ähnlich einer Aufzugtür beim Halt des ankommenden Zuges (dessen Türen sich bei Stillstand genau in Höhe der Bahnsteigtüren befinden) öffnen und vor dessen Abfahrt wieder schließen. Die Wände der Halle und der Bahnsteigtürennischen sind mit weißem Marmor verkleidet, der an vielen Stellen von Werbeplakaten verdeckt ist. Im Gesims über den Nischen sind Leuchten untergebracht, die Licht auf das Gewölbe werfen und damit die Halle beleuchten. Der Fußboden ist in dunkelgrauem Granit ausgeführt.